# BMP15
BMP15 (англ. Bone morphogenetic protein 15) – білок, який кодується однойменним геном, розташованим у людей на X-хромосомі. Довжина поліпептидного ланцюга білка становить 392 амінокислот, а молекулярна маса — 45 055.
| 10         |  | 20         |  | 30         |  | 40         |  | 50         |
| ---------- |  | ---------- |  | ---------- |  | ---------- |  | ---------- |
| MVLLSILRIL |  | FLCELVLFME |  | HRAQMAEGGQ |  | SSIALLAEAP |  | TLPLIEELLE |
| ESPGEQPRKP |  | RLLGHSLRYM |  | LELYRRSADS |  | HGHPRENRTI |  | GATMVRLVKP |
| LTNVARPHRG |  | TWHIQILGFP |  | LRPNRGLYQL |  | VRATVVYRHH |  | LQLTRFNLSC |
| HVEPWVQKNP |  | TNHFPSSEGD |  | SSKPSLMSNA |  | WKEMDITQLV |  | QQRFWNNKGH |
| RILRLRFMCQ |  | QQKDSGGLEL |  | WHGTSSLDIA |  | FLLLYFNDTH |  | KSIRKAKFLP |
| RGMEEFMERE |  | SLLRRTRQAD |  | GISAEVTASS |  | SKHSGPENNQ |  | CSLHPFQISF |
| RQLGWDHWII |  | APPFYTPNYC |  | KGTCLRVLRD |  | GLNSPNHAII |  | QNLINQLVDQ |
| SVPRPSCVPY |  | KYVPISVLMI |  | EANGSILYKE |  | YEGMIAESCT |  | CR         |

A: Аланін

C: Цистеїн

D: Аспарагінова кислота

E: Глутамінова кислота

F: Фенілаланін

G: Гліцин

H: Гістидин

I: Ізолейцин

K: Лізин

L: Лейцин

M: Метіонін

N: Аспарагін

P: Пролін

Q: Глутамін

R: Аргінін

S: Серин

T: Треонін

V: Валін

W: Триптофан

Кодований геном білок за функціями належить до цитокінів, факторів росту, фосфопротеїнів. 
Секретований назовні.